# Lancillotto
Nel ciclo arturiano, Lancillotto del Lago (o semplicemente Lancillotto, in francese Lancelot du Lac o Launcelot) è uno dei cavalieri della Tavola Rotonda.
Nella maggior parte della letteratura cavalleresca francese (e nelle opere da essa derivate) Lancillotto viene presentato come il più valoroso e fidato dei cavalieri al servizio di Re Artù. L'illecito e tragico amore tra Lancillotto e Ginevra (regina e moglie di Artù), che rompe l'equilibrio di Camelot (diventando una delle cause della sua caduta), fu uno dei simboli dell'amor cortese medievale. È celebre, per esempio, la citazione dantesca di Lancillotto e Ginevra nel canto di Paolo e Francesca della Divina Commedia.
Benché Lancillotto sia uno dei personaggi più celebri del ciclo arturiano, e uno dei meglio noti al pubblico moderno, egli non appare nella leggenda originale. Vi è tuttora un certo dibattito riguardo a chi sia l'autore che ha inventato il personaggio di Lancillotto; certamente, fu Chrétien de Troyes il primo a farne il protagonista di romanzo, il celebre Lancillotto o il cavaliere della carretta.

## Origini di Lancillotto

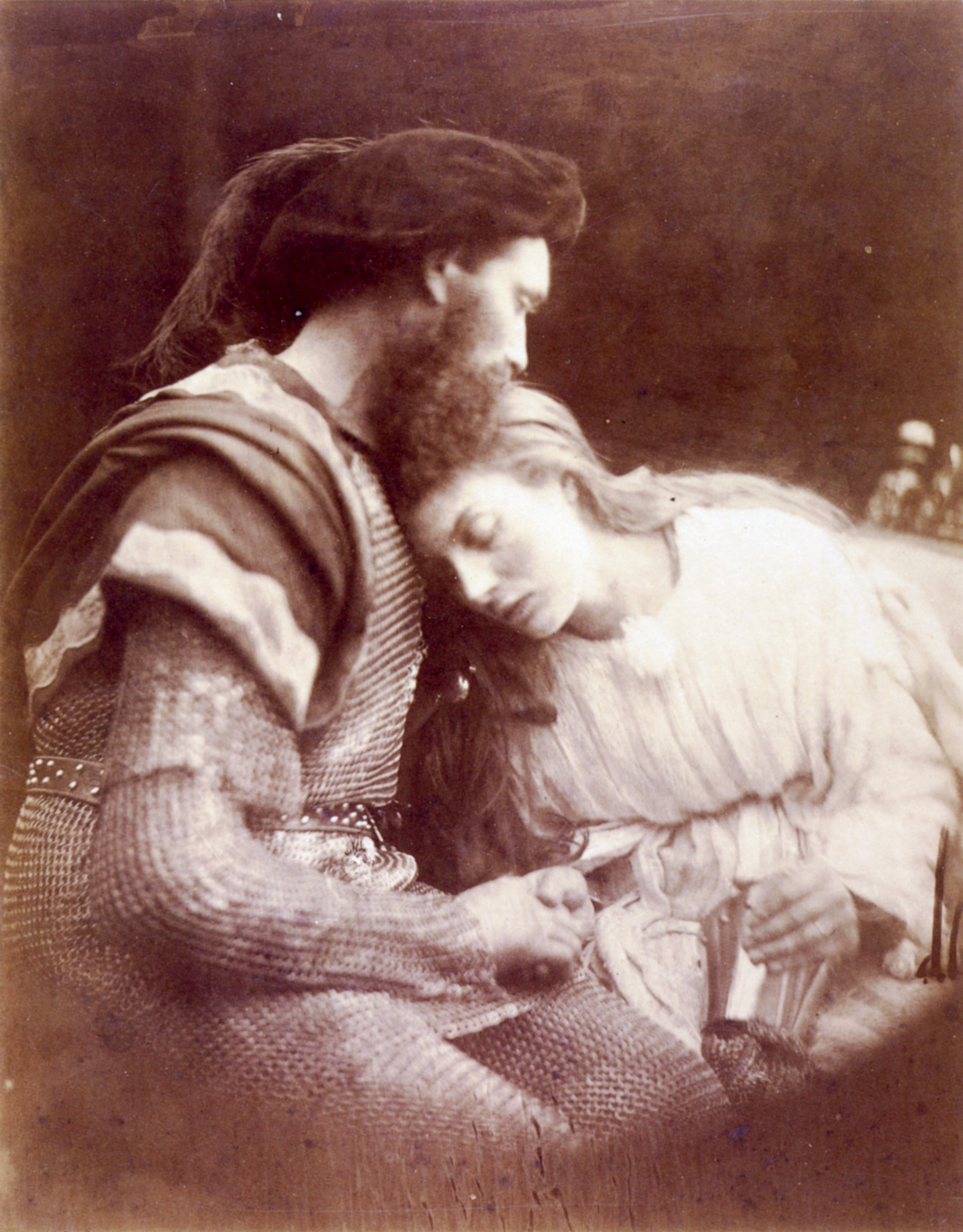
Lancillotto e Ginevra, foto artistica del 1874 di Julia Margaret Cameron.

Lancillotto non viene menzionato da Goffredo di Monmouth in quella Historia Regum Britanniae da cui deriva gran parte della mitologia arturiana. Egli compare, invece, nell'opera di Chrétien de Troyes (XII secolo). Il nome Lancillotto non ha radici celtiche evidenti, sebbene si sia ipotizzata una derivazione da Lance ap Lot ("Lance, figlio di Lot"). Più verosimilmente il nome deriva dall'Ebraico "Aziloth" (ovvero "Nobile") che diventando "L'Aziloth" si riferisce all'animo del Cavaliere, "Il Nobile".
La presentazione di Lancillotto nelle opere di Chrétien de Troyes è complessa e contraddittoria. Nel suo primo poema, Erec et Enide, Lancillotto appare fra i cavalieri della corte di Artù, mentre in Cligès è un antagonista, un potente cavaliere che l'eroe della storia deve affrontare e battere. È in Lancillotto o il cavaliere della carretta che Chrétien de Troyes introduce il Lancillotto destinato a entrare nella tradizione. Qui egli appare per la prima volta come miglior cavaliere della corte e amante della regina, un tema fondamentale per le successive caratterizzazioni del personaggio. La storia si sviluppa principalmente attorno al salvataggio di Ginevra dal castello di Meleagant (che, curiosamente, presenta come un compito che spetta a Lancillotto e non, come si penserebbe, ad Artù stesso). Nell'ultima opera di Chrétien de Troyes, centrata sul personaggio di Parsifal, Lancillotto svolge un ruolo modesto, e così accade nelle opere che, in diversi periodi storici, si proposero di continuare il ciclo di racconti dello stesso Chrétien. Egli appare addirittura nuovamente come antagonista in alcuni racconti del ciclo di Tristano.
Se alcuni elementi del personaggio Lancillotto potrebbero avere origini precedenti, come si vedrà in seguito, non ci sono motivi per ritenere che l'amore fra Lancillotto e Ginevra non sia originale dell'opera di Chrétien de Troyes. Lo stesso autore, comunque, non sostenne mai di aver inventato la storia; disse anzi che Il principe della carretta gli fu sostanzialmente commissionato dalla contessa Marie de Champagne, sua protettrice, figlia di Luigi VII di Francia e Eleonora d'Aquitania e in seguito moglie di Enrico II di Angiò e Inghilterra. Marie era una sostenitrice di quella visione dei rapporti fra i sessi che in seguito prese la forma dell'amore cortese (e che escludeva la possibilità di vero amore fra marito e moglie). In questo senso, l'amore fra Lancillotto e Ginevra è ancora più paradigmatico di quello, altrettanto famoso, fra Tristano e Isotta.

## Storia
Lancillotto era figlio del re romano-gallico Ban di Benoic e della regina Elena. Il padre morì improvvisamente combattendo una rivolta causata dalla sua crudeltà (Lanzelet) o mentre fuggiva con la moglie per difendersi dall'aggressione del suo nemico Claudas (altre fonti); Lancillotto, ancora bambino, fu rapito dalla misteriosa Dama del Lago, che lo condusse nel suo regno. Nella romanza tedesca, questo luogo è rappresentato come un'isola abitata da sole donne, dove regna una primavera eterna; nella versione francese, il lago stesso è solo un miraggio che nasconde un vero e proprio regno con tanto di cavalieri (e dove si trovano anche i cugini di Lancillotto Lionel e Bors, figli del fratello minore di Ban)?. All'età di 15 (o 18) anni, Lancillotto chiede e ottiene di abbandonare il regno del lago per recarsi alla corte di Re Artù per essere nominato cavaliere.
Da qui in avanti le avventure di Lancillotto differiscono nelle diverse fonti. In ogni caso, viene a sapere della sua origine regale e recupera il proprio posto nella società; nel Lancillotto in prosa, tuttavia, egli deve prima sconfiggere Claudas, il vecchio nemico di suo padre, in una guerra fra questi e i Cavalieri della Tavola Rotonda. Dopo aver riconquistato il suo rango, il Lancillotto del Lanzelet regna su una terra ereditata dalla moglie Iblis (il regno di Ban è governato da uno zio) e la storia si conclude come da tradizioni fiabesche.
Le versioni in prosa riprendono invece il tema dell'amore illecito fra Lancillotto e Ginevra, in parte riproponendo fedelmente le vicende del racconto di Chrétien de Troyes. Lancillotto rimane alla corte di Artù come cavaliere; fra le sue molte imprese, ha occasione di salvare Ginevra prigioniera nel castello di Meleagant. Mentre la passione fra lui e Ginevra si sviluppa, Lancillotto viene sedotto da Elena, figlia del Re Pescatore e con lei concepisce Galahad, destinato a vincere il Graal. La gelosia di Ginevra lo rende folle e lo convince a fuggire in esilio. Durante la lontananza dalla corte prende parte, invano, alla ricerca del Graal; riesce però a intravederlo, e perde conoscenza, rimanendo in questo stato per un numero di anni pari a quelli passati nel peccato. Alla fine, verrà sorpreso a giacere con Ginevra da Sir Mordred e Sir Agravaine che lo riveleranno ad Artù. Lancillotto fugge, e la regina stessa viene condannata al rogo. Alla guardia della regina messa in prigionia vengono incaricati Gaheris, Agravaine, Gareth e Gawain ma quest'ultimo si rifiuta essendo intimo amico di Lancillotto.
Per impedire la morte dell'amata, Lancillotto assalta la corte con i suoi soldati, uccidendo i figli di Lot, guardiani di Ginevra, attirando a sé l'ira di Gawain. Artù rincorre Lancillotto con l'esercito e in una disastrosa battaglia muoiono diversi cavalieri e Lancillotto dopo aver ucciso l'ex amico Gawain fugge nel bosco. Gli scontri tra Lancillotto e Artù vengono interrotti dall'invasione romana prima e poi dal tradimento di Mordred; Lancillotto, che non vi prende parte, sopravvive ad Artù, Ginevra, e alla distruzione della Tavola Rotonda. Diventa un eremita, una sorta di monaco/predicatore/missionario adorato dai poveri: trascorre la sua vecchiaia in odore di santità e muore molto vecchio.

## La possibile origine dal folklore
Vi sono molti elementi della storia di Lancillotto, anche nella versione francese, che ricordano schemi tipici della fiaba e del folklore. Il rapimento del bambino Lancillotto da parte di una fata/maga, per esempio, ripete un tema ricorrente del folklore europeo, cosa che vale anche, evidentemente, per l'episodio del salvataggio della regina/principessa prigioniera in un castello. In molte fonti, Lancillotto si presenta alla corte di Artù distinguendosi per tre giorni consecutivi ai tornei di corte, ogni volta con un diverso travestimento; un altro episodio che ricorda da vicino l'uso della ripetizione tipica delle fiabe (si pensi alle tre case de I tre porcellini a cui il lupo bussa, la sequenza di osservazioni che Cappuccetto rosso rivolge alla "nonna", e così via). Questi elementi hanno condotto molti studiosi a ipotizzare che la storia di Lancillotto sia nata nel folklore come fiaba e solo successivamente sia stata integrata, da Chrétien de Troyes o da altri autori precedenti, nel ciclo arturiano.

## Lancillotto nella cultura di massa
L'immagine di Lancillotto che si è maggiormente affermata nell'immaginario moderno corrisponde allo stereotipo del guerriero perfetto, forte, bello, carismatico e nobile d'animo, condannato all'amore catastrofico per la sua regina; proprio per sottrarsi a questo cliché, diversi autori hanno scelto di dare di Lancillotto rappresentazioni di segno completamente opposto. In molte rappresentazioni moderne, Lancillotto, Artù e Ginevra sono grosso modo coetanei (mentre, evidentemente, nella storia originale Artù era molto più avanti negli anni).

### Letteratura
- Re in eterno di T.H. White rappresenta un Lancillotto estremamente non ortodosso: introverso, impacciato nei rapporti con le persone, e di aspetto orribile.
- Le nebbie di Avalon di Marion Zimmer Bradley fornisce una rappresentazione altrettanto insolita di Lancillotto, infatti il cavaliere può sembrare bisessuale anche se lo nega in un dialogo con Morgana. In questo libro Lancillotto non viene rapito da Viviana ma è suo figlio, concepito durante il rito di Beltane. Inoltre, il vero nome del cavaliere è Galahad, mentre Lancillotto è un soprannome, "freccia degli elfi", ricevuto in battaglia, a merito della sua abilità.
- Nel Ciclo di Pendragon di Stephen R. Lawhead, "Llwch Llenlleawg" o "Llencelyn" (Lancilloto) è il campione e la guardia del corpo di Ginevra (ed entrambi sono, curiosamente, irlandesi); muore combattendo contro i Pitti.
- Nel racconto di Roger Zelazny L'ultimo difensore di Camelot (The Last Defender of Camelot 1979), Lancillotto viene reso immortale da Merlino. Nel XX secolo Lancillotto viene contattato dallo stesso Merlino, che vuole riportare in vita Artù; Lancillotto nel tempo è divenuto più saggio e cinico.
- Nei romanzi di ispirazione arturiana di Mary Stewart, Lancillotto non compare, ma il suo ruolo stereotipico (campione di corte e amante della regina) viene ricoperto da un altro personaggio, Bedwyr.
- Nel romanzo storico, diviso in quattro libri, scritti da Jack Whyte Io Lancillotto, si parla delle vere origini di Lancillotto, come erede al trono di Gallia, della sua fratellanza con Artù e della sua amicizia con Ginevra. I due non si sposeranno e non diventeranno amanti se non dopo la loro fuga dalla Britannia, ordinata da Artù stesso per salvare Ginevra dai malefici progetti del padre Simmaco di Deva per diventare Re e prendere il posto di Artù. I due, fuggiti a Benwick dai parenti di Lance o Clothar inizieranno a frequentarsi e innamorarsi, quindi sposarsi e metter su famiglia. Nella storia non si accenna minimamente ad un qualsiasi tipo di tradimento dei due verso Artù.
- Nella trilogia The Golden Eagle (pubblicata in Italia con il titolo Io, Lancillotto), di Jack Whyte, il vero nome di Lancillotto è Clothar, cavaliere franco figlio adottivo di Ban di Benwick, re dei Franchi Ripuari, ma in realtà erede di Childeberto, re dei Franchi Salii. In seguito si reca in Britannia su richiesta di Germano da Auxerre, dove si mette al servizio di Artù. È lì che Ginevra gli affibbia il soprannome latino di Hastatus (ovvero lanciere), abbreviato in Hasta, ovvero Lancia, in inglese Lance. Nell'opera non vi è alcuna tresca adultera tra Ginevra e Lancillotto; è in realtà Artù stesso, quando capisce che per il suo regno non c'è futuro, a ordinare a Clothar di portare via sua moglie, al sicuro in Gallia. Dopo la morte di Artù i due infine si sposano.
- Nel romanzo di Excalibur, di Bernard Cornwell, Lancillotto è un principe in fuga dal Benoic, un personaggio vanesio, manovratore e decisamente negativo, un codardo e un traditore. Cornwell spiega la fama del cavaliere come il risultato della corruzione di poeti e menestrelli da parte dello stesso Lancillotto.
- Nella serie di light novel e anime Fate/Zero Lancillotto incarna la figura del servant Berserker.
- Nella Trilogia di Fionavar di Guy Gavriel Kay Lancillotto si trova sull'isola di Cader Sedat insieme ai più grandi eroi di tutti i mondi prima di essere chiamato a partecipare alla lotta contro Rakoth Maugrim il Distruttore.
- In opere tratte dall'anime Code Geass: Lelouch of the Rebellion, come nell'originale serie televisiva, il Lancelot è il KnightMare Frame di Suzaku Kururugi, tranne nel manga Code Geass: Suzaku of the Counterattack, dove Lancelot è il nome stesso che Suzaku assume dietro la maschera.

### Cinema e televisione
- Nel film I cavalieri della Tavola Rotonda del 1953, Lancillotto è interpretato da Robert Taylor e Ginevra da Ava Gardner. Si scambiano un unico bacio. Lancillotto sconfigge Mordred (Stanley Baker) dopo la morte di Artù (Mel Ferrer).
- In Lancillotto e Ginevra (Lancelot du Lac) del 1974 Robert Bresson descrive il ritorno del cavaliere dopo il fallimento dell'impresa del Graal e il tentativo di espiazione nella penitenza del giuramento di amore a Ginevra. Con grande rigore figurativo e toni misurati l'opera delinea il personaggio di Lancillotto come incarnazione degli aspetti terreni e ascetici della cavalleria medioevale.
- In Excalibur di John Boorman (1981), la storia di Lancillotto (Nicholas Clay) include anche elementi presi dalle vicende di altri personaggi della tradizione arturiana. La storia d'amore fra Lancillotto e la moglie del re riproduce, per esempio, molti temi legati ai personaggi di Tristano e Isotta. Nello scontro fra Lancillotto e Artù (Nigel Terry) viene spezzata Excalibur (per essere poi ricostruita dalla Dama del Lago), cosa che nella tradizione accadeva durante il duello fra Artù e Pellinore. Anche in questa versione, Lancillotto partecipa alla battaglia finale contro Mordred e muore riconciliato con il re.
- Ne Il primo cavaliere (1995), Lancillotto (Richard Gere) si presenta alla corte di Artù (Sean Connery) come un mercenario; salva Ginevra (Julia Ormond) dai briganti di Meleagant e si innamora di lei a prima vista. Artù (ferito a morte da Meleagant), nomina Lancilloto primo cavaliere e gli affida Ginevra. Dopo la sua morte si immagina diverranno i sovrani del regno.
- Nel film King Arthur del 2004, Lancillotto (Ioan Gruffudd) è un pagano, compagno di Artù (Clive Owen) che invece è un devoto pelagiano. In questa insolita versione, Lancillotto muore prima ancora che Artù diventi re.
- Nel film Shrek terzo del 2005, Lancillotto appare come il bullo della scuola superiore frequentata anche da Artù (nel film chiamato "Artie"); in questa storia non viene esplicitata la sorte di Lancillotto in seguito all'incoronazione di Artie nel regno di Molto Molto Lontano.
- Nella serie televisiva Merlin della BBC, Lancillotto non è un cavaliere di nobili origini ma si finge tale e, grazie all'aiuto di Merlino, incontra Artù (Bradley James) e Ginevra (Angel Coulby), della quale si innamora. È interpretato dall'attore Santiago Cabrera.
- Una statua in cera di Lancillotto è uno dei protagonisti di Notte al museo - Il segreto del faraone.
- Nell'anime Code Geass: Lelouch of the Rebellion, ed opere da esso tratte, il Lancelot è il KnightMare Frame di Suzaku Kururugi, il quale fa parte dei Knight of Rounds, l'élite dei Cavalieri più vicini all'Imperatore britanno.
- Nella serie TV The Librarians si scopre che il personaggio di Dulaque è in realtà Lancillotto.
- In Inazuma Eleven GO, lo Spirito Guardiano di Victor Blade si chiama Maestro Spadaccino Lancelot.
- in "Fate/Zero", Lancilotto viene evocato come servant e combatte nella guerra per il santo Graal. Viene evocato come "Berserker", infatti ha perduto la ragione ed ora è motivato solo dal suo odio verso Artù (Artoria), che attacca non appena vede.

### Videogiochi
- In "Fate/GO", Lancillotto è un personaggio giocabile in 2 versioni diverse, Saber e Berserker, nella sua storia serve come saber sotto una versione malvagia di re artu ,evocato in chaldea conosce mashu kirielight, una giovane ragazza homunculus avente fatto un contratto con suo figlio galahad e instaura un legame quasi paterno con lei .
- Nei videogiochi tratti da Code Geass: Lelouch of the Rebellion, come nell'anime, il Lancelot è il KnightMare Frame di Suzaku Kururugi.
- In Sonic e il Cavaliere Nero, Lancillotto è uno dei personaggi giocabili nelle modalità avventura e multigiocatore, insieme a Galvano, Parsifal, Galahad e Lamorak. In questo videogioco, Lancillotto è interpretato dal riccio nero, Shadow the Hedgehog, molto più fedele rispetto al vero Lancillotto.
- In "King Arthur: the Roleplaying Wargame" Lancillotto è un onorevole e potentissimo cavaliere di classe Campione; è un umano allevato dai sidhe e, come Mordred, viene da questi incantato perché combatta in eterno in un'arena ai confini della foresta di Bedegraine. Una volta liberati i due paladini, il gioco pone un bivio: uccidere oppure risparmiare una delle dame sidhe che li teneva prigionieri; se la si risparmia, Lancillotto si unirà alla Tavola Rotonda, mentre se la si uccide diventerà ostile, radunerà un esercito di cavalieri e tenterà di conquistare la Britannia.